# Tiranë
Tirana là một đô thị trong quận Tirana thuộc hạt Tirana, Albania. Dân số năm 2005 là 343078 người.